# Acerentulus confinis
Acerentulus confinis är en urinsektsart som först beskrevs av Berlese 1908.  Acerentulus confinis ingår i släktet Acerentulus och familjen lönntrevfotingar.

## Underarter
Arten delas in i följande underarter:
- A. c. confinis
- A. c. maderensis